# Lena Constante
Lena Constante (ur. 18 czerwca 1909 w Bukareszcie, zm. 2 listopada 2005 tamże) – rumuńska malarka, eseistka i folklorystka.

## Życiorys
Córka Constantina, dziennikarza pochodzenia arumuńskiego i Juliety. Studiowała w stołecznej Szkole Sztuk Pięknych (Școala de Arte Frumoase). Od czasu studiów związana ze środowiskiem komunistów rumuńskich (przyjaźniła się z rodziną Lucrețiu Pătrășcanu). Po zakończeniu wojny współtworzyła pierwszy rumuński teatr lalek w Bukareszcie. Aresztowana przez służbę bezpieczeństwa na podstawie donosu, została oskarżona o zdradę stanu i szpiegostwo. Skazana na 12 lat więzienia. W 1962 opuściła więzienie i powróciła do Bukaresztu, gdzie zajmowała się grafiką oraz projektowaniem lalek. W 1968 doczekała się rehabilitacji i mogła publicznie wystawiać swoje obrazy i gobeliny. 
Pisała książki dla dzieci, wydała także dwa tomy wspomnień dokumentujących jej pobyt w więzieniu. Te ostatnie ukazały się w 1990 w Paryżu p.t. L'évasion silencieuse.
Była mężatką (mąż Harry Brauner był kompozytorem i muzykologiem).

## Publikacje
- 1972: Păpușile harnice
- 1975: Păpușile harnice în grădiniță
- 1992: Evadarea tăcută
- 1993: Evadarea imposibilă
- 1995: O poveste cu un tată, o mamă și trei fetițe
- 2003: Ţăndarică în Ţara Basmelor (wspólnie z Vasilem Socoliucem)
- 2013: Evadarea imposibilă: penitenciarul politic de femei Miercurea-Ciuc, 1957-1961